# Rahmon Nabijew
Rahmon Nabijew (tadż. Раҳмон Набиев, ur. 5 października 1930 w Wilajecie sogdyjskim, zm. 11 kwietnia 1993 w Chodżencie) – radziecki i tadżycki polityk, premier Tadżyckiej SRR w latach 1973–1982, I sekretarz KC Komunistycznej Partii Tadżykistanu w latach 1982–1985, przewodniczący Prezydium Rady Najwyższej Tadżyckiej SRR w 1991, a następnie pierwszy prezydent Tadżykistanu w latach 1991–1992.

## Życiorys
W 1949 ukończył technikum rolnicze w Leninabadzie (obecnie Chodżent), po czym studiował w Taszkenckim Instytucie Nawadniania i Mechanizacji Rolnictwa. 1954-1955 główny inżynier maszyn w stanicy, później pracownik i dyrektor jednego z departamentów w Ministerstwie Rolnictwa Tadżyckiej SRR. Od 1961 działacz partii komunistycznej, zastępca kierownika i kierownik Wydziału KC Komunistycznej Partii Tadżykistanu (KPT), dyrektor Biura Środkowoazjatyckiego KC KPZR, 1971-1973 minister rolnictwa Tadżyckiej SRR. Od 20 lipca 1973 do 20 kwietnia 1982 premier Tadżyckiej SRR, następnie do 14 grudnia 1985 I sekretarz KC KPT.1986-1991 przewodniczący Prezydium Centralnej Rady Towarzystwa Ochrony Przyrody w Tadżykistanie. 1974-1989 deputowany do Rady Najwyższej Tadżyckiej SRR.
Do pierwszych demonstracji przeciwko jego rządom doszło jeszcze przed rozpadem ZSRR, m.in. w dniach 11 i 12 lutego 1990 w stołecznym Duszanbe. Osią sporu w Tadżykistanie stał się konflikt między reprezentującą wschodnie obszary kraju opozycją a interesami klanów kulabskiego i leninabadzkiego reprezentonymi przez komunistyczną nomenklaturę. Od marca do kwietnia 1992 miał miejsce szereg demonstracji antyrządowych oraz wieców poparcia dla prezydenta. Utworzony przez niego batalion prezydencki został wysłany do walki z islamistycznymi ruchami opozycyjnymi wspieranymi przez zagranicznych dżihadystów, w tym; Al-Kaidę, Islamską Republikę Afganistanu, talibów a także uzbeckich islamistów. Opozycja na czele z Islamską Partią Tadżykistanu domagała się utworzenia w Tadżykistanie państwa islamskiego a następnie jego przemianę w kalifat rozciągnięty na całą Azję Środkową.
Po jego wymuszonym przez opozycję ustąpieniu tymczasowym prezydentem został Akbarszo Iskandarow, a wybory w 1994 wygrał Emomali Rahmon.

## Odznaczenia
- Order Lenina
- Order Rewolucji Październikowej
- Order Czerwonego Sztandaru Pracy (trzykrotnie)